# Glasgow and South Western Railway

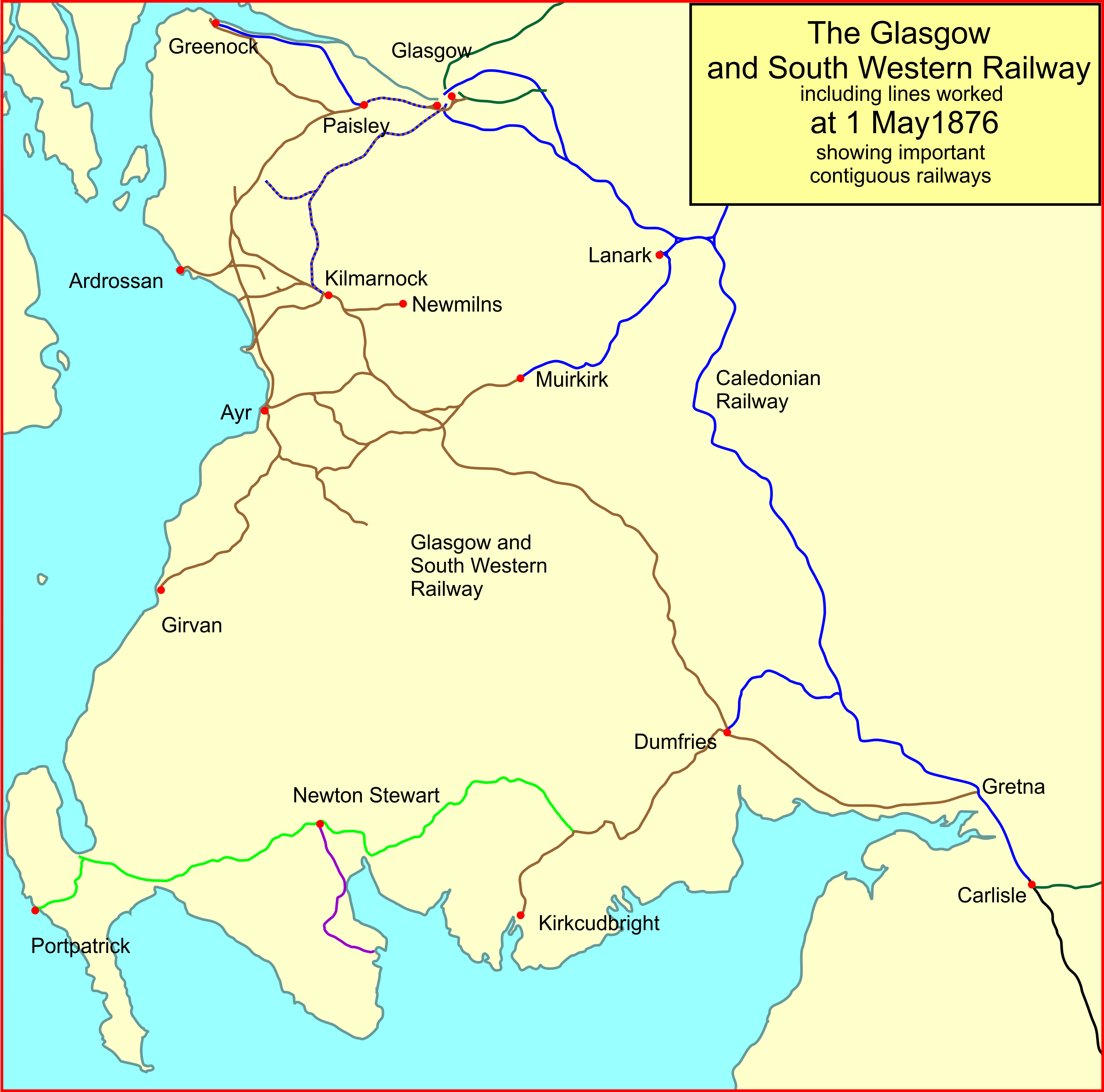
Streckennetz der G&SWR von 1876

Die Glasgow and South Western Railway (G&SWR) war eine britische Eisenbahngesellschaft, die von 1850 bis 1922 existierte. Sie erschloss ein dreieckförmiges Gebiet im Südwesten Schottlands, zwischen Glasgow, Stranraer und Carlisle. Im letzten Betriebsjahr betrug die Länge des Streckennetzes 793 km.

## Geschichte
Die Hauptstrecke von Glasgow nach Carlisle wurde in mehreren Abschnitten erbaut. Am 12. August 1840 eröffnete die Glasgow, Paisley, Kilmarnock and Ayr Railway (GPK&AR) das Teilstück zwischen Glasgow und Ayr, mit einem Abzweig nach Kilmarnock. Das nordöstliche Ende dieser Strecke, die Glasgow and Paisley Joint Railway, war im gemeinsamen Besitz mit der Glasgow, Paisley and Greenock Railway.
Ab 1843 folgten nacheinander weitere Abschnitte. Am 28. Oktober 1850 wurde die letzte Lücke zwischen Cumnock und Closeburn geschlossen und die GPK&AR fusionierte mit der Glasgow, Dumfries and Carlisle Railway (GD&CR) zur Glasgow and South Western Railway. Von diesem Tag an war es möglich, in Zusammenarbeit mit der London and North Western Railway (LNWR) Züge auf der gesamten Länge der West Coast Main Line bis nach London anzubieten.
Auf diese erste Fusion folgten 1854 die Ardrossan and Johnstone Railway, 1869 der Glasgow, Paisley and Johnstone Canal (1885 in eine Eisenbahnlinie umgewandelt) und die Bridge of Weir Railway, 1872 die Greenock and Ayrshire Railway sowie 1899 die Kilmarnock and Troon Railway (die älteste Eisenbahnlinie Schottlands).
Die G&SWR wuchs nicht nur durch Fusionen, sondern auch durch den Bau zahlreicher neuer Strecken. 1883 übernahm sie den Bahnhof Glasgow St. Enoch und nutzte diesen als neuen Ausgangspunkt ihrer Züge und als Hauptsitz. Zusammen mit der LNWR und der Midland Railway betrieb die G&SWR das Gemeinschaftsunternehmen Portpatrick and Wigtownshire Joint Railway.
Im ersten Jahrzehnt des 20. Jahrhunderts wurde das Streckennetz vervollständigt. Mit dem Inkrafttreten des Railways Act 1921 ging die G&SWR am 1. Januar 1923 in der neu gebildeten London, Midland and Scottish Railway auf.